# Åsa Zetterberg

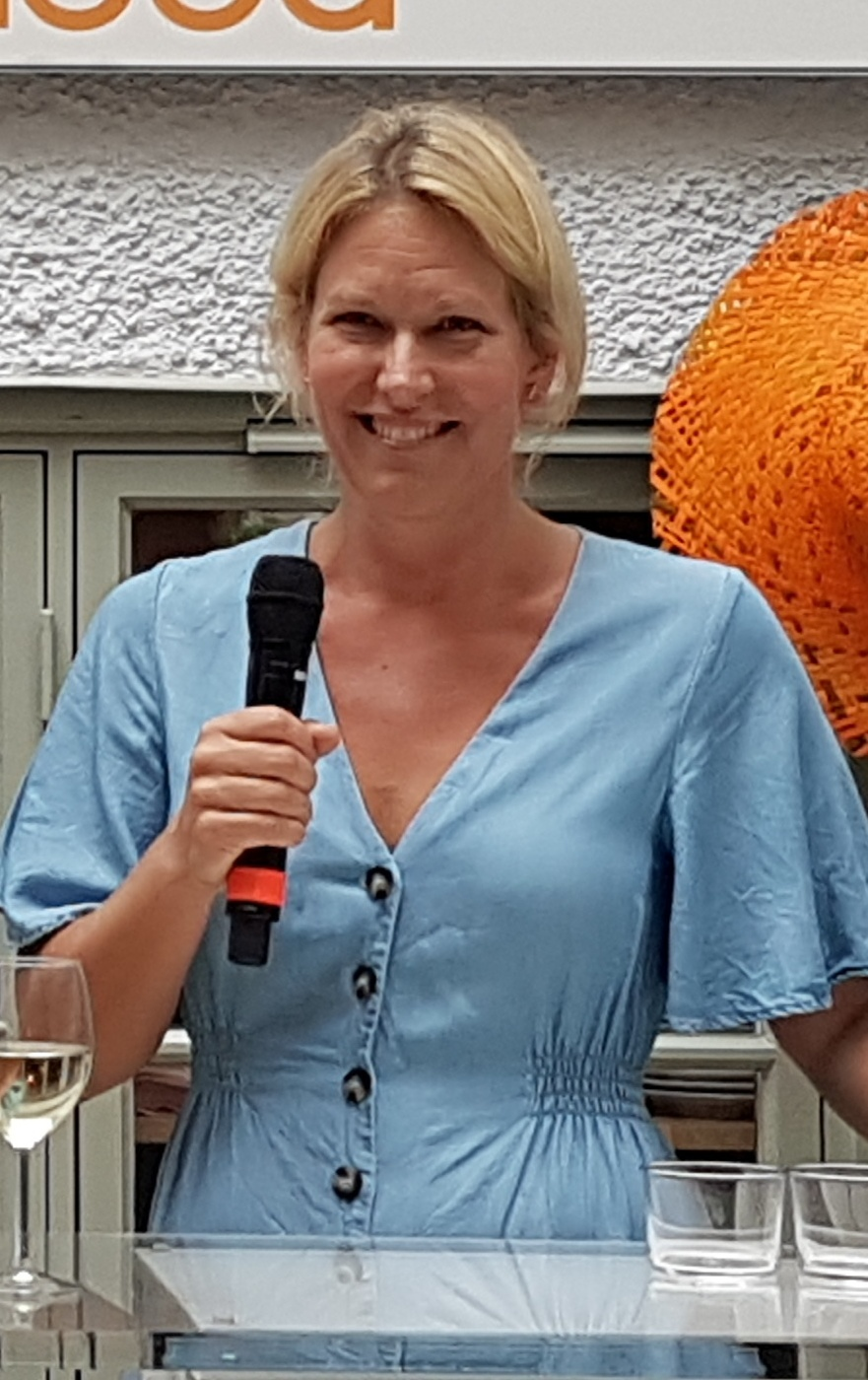
Åsa Zetterberg på Almedalsveckan 2019.

Åsa Zetterberg, född 1975 i Falkenberg, är en svensk tjänsteman. Under 2018 var hon digitaliseringschef (CDO) på Näringsdepartementet.

## Biografi
Zetterberg har en civilekonomexamen och politices kandidatexamen från Uppsala universitet.
Hon anställdes vid SKL 2002. År 2012, när hon var utvecklingsstrateg på SKL:s nyinrättade programkontor Center för e-samhället, kom hon in på Computer Swedens lista över de 50 mäktigaste IT-kvinnorna i Sverige.
2015 blev Zetterberg utsedd till att medverka i Digitaliseringskommissionens expertgrupp. Digitaliseringsminister Peter Eriksson inrättade 17 mars 2017 ett Digitaliseringsråd som Zetterberg deltog i. År 2018 blev hon Sveriges första Sveriges första Chief Digital Officer med uppgift att driva på regeringens digitaliseringsstrategi. Uppdraget löpte under 10 månader. Sedan 23 maj 2019 är hon förbundsordförande på branschorganisationen TechSverige (tidigare IT- & Telekomföretagen).
Hon är syster till idrottaren Pär Zetterberg.